# Пасивний дохід
Пасивний дохід (резидуальний дохід) — це дохід, який не залежить від щоденної діяльності. Це дохід, наприклад, що отримується від фінансових активів. Пасивний дохід є складовою та органічною частиною такого поняття як фінансова незалежність.

## Основні категорії пасивного доходу
Від володіння:
- Цінними паперами (паперовий дохід)
- Нерухомістю (здача в оренду)
- Бізнесом
- Авторськими правами
- Коштами на банківському депозиті